# جورج هربرت بارلو
جورج هربرت بارلو (بالإنجليزية: George Herbert Barlow)‏ هو قاضي ومحامي أمريكي، ولد في 4 يناير 1921 في ترنتون في الولايات المتحدة، وتوفي بنفس المكان في 4 مارس 1979.